# Francesco Grasso
Francesco Grasso (Messina, 27 agosto 1966) è uno scrittore italiano, attivo particolarmente nell'ambito della fantascienza e del romanzo storico, due volte vincitore del Premio Urania.

## Biografia
Ingegnere elettronico, vive a Roma, dove lavora presso l'Agenzia per l'Italia digitale.
Il romanzo di esordio e i primi racconti di Grasso sono inquadrabili nel filone della fantascienza cosiddetta cyberpunk. Tuttavia, in queste opere sono presenti in modo significativo ambientazioni e tematiche nettamente italiche, che caratterizzano l'autore nei confronti degli altri scrittori di genere. Tra le opere successive vi sono racconti di genere horror e thriller, ma anche opere umoristiche e parodie.
Ha vinto per due volte il Premio Urania indetto dalla collana omonima della Arnoldo Mondadori Editore, giungendo in finale in altrettante edizioni del concorso. In campo letterario ha vinto anche il premio Sicurezza Informatica 1996, il premio Cristalli Sognanti 1998, il premio Space Trucker 2001, il premio Cuore di Tenebra 2004, il premio Città di Ciampino 2015. È stato finalista anche al Premio Solinas nel 2006. Ha fatto parte per anni della redazione della rivista Delos Science Fiction.

## Opere

### Romanzi
- Ai due lati del muro, Urania 1189, Arnoldo Mondadori Editore, Milano, 1992
- Enea, Millelire, Stampa Alternativa, Viterbo, 1995
- Il baratto, Futuro Europa, Perseo, Bologna, 1998
- 2038: la rivolta, Urania 1403, Arnoldo Mondadori Editore, Milano, 2000
- Il re bianco del Madagascar, Edizioni Ensemble, Roma, 2013
- Come un brivido nel mare, Nemo Editrice, Milano, 2013; come 1908. La notte del terremoto, Meridiano Zero, Bologna, 2017.
- Il matematico che sfidò Roma, 0111 Edizioni, Varese, 2014
- La moglie di Dio, Edizioni Ensemble, Roma, 2015
- I due leoni. Il romanzo di Roberto e Ruggero d'Altavilla, 0111 edizioni, Padova, 2016
- La versione del Guiscardo, 0111 Edizioni, Varese, 2018
- Archimede. Il matematico che sfidò Roma, Arnoldo Mondadori Editore, Milano, 2020